# Isola Izmenčivyj
L'isola Izmenčivyj (in russo Остров Изменчивый, ostrov Oktjabrënok) è un'isola russa che fa parte dell'arcipelago di Severnaja Zemlja ed è bagnata dal mare di Laptev.
Amministrativamente fa parte del Tajmyrskij rajon del Territorio di Krasnojarsk, nel Distretto Federale Siberiano. Il nome dell'isola in italiano significa "variabile, mutevole".

## Geografia
L'isola si trova vicino alla costa settentrionale dell'isola Malyj Tajmyr, a circa 1,5 km, ed è situata a est della foce del fiume Cholodnyj. L'isola è completamente ricoperta dal ghiaccio. Poco più di due chilometri ad ovest c'è l'isola Oktjabrënok.